# Ростропович, Витольд Ганнибалович
Витольд-Войцех Ганнибалович Ростропович (22 апреля 1856, Скотники, Сохачевский уезд, Варшавская губерния — 25 сентября 1913, Воронеж) — пианист, педагог, композитор, издатель и составитель сборников педагогических пьес для фортепиано. Отец виолончелиста Леопольда Ростроповича, дед виолончелиста Мстислава Ростроповича. 

## Биография
Происходил из дворянского рода, известного с конца XVII века. Его дед Юзеф Ростропович (Иосиф Ростроповичюс; 1787—1847) переехал из Вильно в Варшаву и там женился на чешке Франциске Гаушильдт (1809—1894) ; занимал должность городского судьи.  Отец — Ганнибал-Владислав Ростропович (1829—1908); мать — Флорентина-Бронислава, урожд. Штек (1834—1915). В семье было девять детей — пятеро сыновей, четыре дочери. В 1880 году его отец, Ганнибал-Владислав, был вместе с детьми признан в правах древнего дворянства Российской Империи с правом внесения рода в VI часть Дворянской родословной книги. 
С 1870 года жил в Лейпциге, окончил политехнический институт. Там же обучался музыке у профессоров Лейпцигской консерватории К.Рейнеке и С.Ядассона.
С 1879 году переселился в Воронеж, где жил на 1-й Острогожской улице, а в 1897 году вместе с женой и детьми переехал в дом на Нееловской улице (совр. улица Пятницкого). Дом сохранился. 
Преподаватель фортепианной игры в Воронежской мужской гимназии (1889—1905). Одним из его учеников были Г.И.Романовский, а также Борис Эйхенбаум и его брат Всеволод.  Постоянно участвовал в концертных вечерах и благотворительных концертах. Автор нескольких музыкальных сочинений, которые издавались в Воронеже, и также педагогических сборников.
С 1883 года — член правления, с 1896 года — директор Воронежского отделения Императорского русского музыкального общества.
Похоронен на Вознесенском кладбище в Воронеже.

#### Семья
Жена (с 1880) — Матильда Александровна Пуле (1862—ок.1942), дочь колежского асессора, преподавателя немецкого языка Александра Петровича (Теодоровича) Пуле и Анны Германовны Столль; внучка Г.Ф.Столля, племянница В.Г. Столля.
Дети: 
- Станислав Витольдович (1881—1932), окончил  физико-математический факультет Санкт-Петербургского университета.
- Ядвига Сильвия Витольдовна (Скибинская; 1882— ок.1941)
- Нина Витольдовна (в замуж. Буйнова; 1885, Воронеж—1965, Казань). Муж — Николай Митрофанович Буйнов, окончил Михайловский Воронежский кадетский корпус, Михайловское артиллерийское училище, Военно-юридическую академию, офицер РИА, полковник[10], погиб в Гражданскую войну[11].
- Леопольд Витольдович (1892—1942).

## Память
В 2002 году в Воронеже в доме №54 по улице Пятницкого установлена мемориальная доска, на которой указано, что здесь жили музыканты и педагоги Ростроповичи — Витольд Ганнибалович и Леопольд Витольдович. На торжественном открытии присутствовал Мстислав Ростропович.